# Eros Maddy
Eros Maddy (Woerden, 5 februari 2001) is een Nederlands voetballer van Sierra Leonese en Liberiaanse afkomst die doorgaans als aanvaller speelt. Hij verruilde Ajax in juli 2019 voor FC Utrecht. Op 13 juli 2022 tekende Maddy een contract bij Helmond Sport.

## Carrière
Maddy speelde in zijn jeugd bij VV Vep in Woerden, en daarna tot 2014 in de jeugd van Sparta Rotterdam, waarna hij overstapte naar Ajax. Hij debuteerde op 20 november 2018 in Jong Ajax, in een met 4–3 verloren uitwedstrijd in de Eerste divisie tegen Jong FC Utrecht. Hij kwam in de 60e minuut in het veld voor Sebastian Pasquali.
Op 7 juni 2019 tekende Maddy een eenjarig contract bij FC Utrecht met de optie voor een extra seizoen. Hij gaat meetrainen met Jong FC Utrecht, maar zal voornamelijk zijn minuten gaan maken in de o19, aldus de woorden bij zijn presentatie

## Clubstatistieken
| Seizoen | Club      | Competitie     | Competitie | Competitie | Overig | Overig | Totaal | Totaal |  |
| Seizoen | Club      | Competitie     | Wed.       | Dlp.       | Wed.   | Dlp.   | Wed.   | Dlp.   |  |
| ------- | --------- | -------------- | ---------- | ---------- | ------ | ------ | ------ | ------ |  |
| 2018/19 | Jong Ajax | Eerste divisie | 2          | 0          | –      | –      | 2      | 0      |  |
| Totaal  | Totaal    | Totaal         | 2          | 0          | 0      | 0      | 2      | 0      |  |
|         |           |                |            |            |        |        |        |        |  |

| Seizoen     | Club        | Competitie  | Competitie | Competitie | Beker | Beker | Internationaal | Internationaal | Totaal | Totaal |
| Seizoen     | Club        | Competitie  | Wed.       | Dlp.       | Wed.  | Dlp.  | Wed.           | Dlp.           | Wed.   | Dlp.   |
| ----------- | ----------- | ----------- | ---------- | ---------- | ----- | ----- | -------------- | -------------- | ------ | ------ |
| 2019/20     | FC Utrecht  | Eredivisie  | 0          | 0          | 0     | 0     | 0              | 0              | 0      | 0      |
| Club totaal | Club totaal | Club totaal | 0          | 0          | 0     | 0     | 0              | 0              | 0      | 0      |

Bijgewerkt op 7 juni 2019